# Synodontis dorsomaculatus
Synodontis dorsomaculatus és una espècie de peix de la família dels mochòkids i de l'ordre dels siluriformes.

## Morfologia
Els mascles poden assolir els 13,7 cm de llargària total.

## Distribució geogràfica
Es troba a Àfrica: conca del riu Congo.

## Estat de conservació
Les seues principals amenaces són la construcció de preses, l'ús de plantes tòxiques per a pescar, la sobrepesca i l'extracció de cobalt, coure, estany i urani.